# شوالیه وحشت (کمیک)
شوالیه وحشت (به انگلیسی: Dreadknight) یک شخصیت تخیلی و ابرتبه‌کارانه در کتاب‌های کامیک می‌باشد. این کاراکتر به دست بیل مانتلو و جورج توسکا خلق شده و در مرد آهنی شماره ۱۰۱ام (ژوئیه ۱۹۷۷) معرفی شد.
وی همچنین عضو گروه‌های خلافکارانه‌ای چون چهار وحشتناک است.
جدا از کتاب‌های کامیک، شرکت مارول از شوالیه وحشت در دیگر کالاهای خود از جمله پوشاک، اسباب‌بازی، ورق بازی، انیمیشن‌های تلویزیونی و بازی‌های رایانه‌ای استفاده کرده است.